# Катерина Михалицина
Катерина Михалицина (укр. Катерина Василівна Міхаліцина; Млинов, 23. фебруар 1982) украјински је песник, писац за децу, преводилац и уредник.

## Биографија
Рођена је 23. фебруара 1982. у Млинову. Године 2003. је завршила основне студије биологије у Ровну. Шест година касније је дипломирала англистику на Универзитету у Лавову. Бавила се разним пословима, а 2008—2012. је радила као уредник и преводилац у издавачкој кући Astroliabia. Године 2013. је преузела улогу заменика главног и одговорног уредника издавачке куће Old Lion Маријане Савке. Учествовала је 2014—2015. на литванско–украјинским преводилачким студијама. Објавила је три збирке поезије и више књига за децу. Као писац, уредник и преводилац је учествовала у књижевним пројектима и манифестацијама, на Сајму књига за децу у Болоњи и Сајму књига у Украјини. Била је корисник стипендије на Сајму књига у Франкфурту. Песме су јој превођене на бугарски, пољски, немачки, литвански, руски, шведски, јерменски и грчки језик. Њене књиге за децу Who grows in the park, Reactors do not explode и A short history of the Chernobyl су укључене у каталоге White Ravens 2016. и 2021. године. Преводила је романе са енглеског и пољског језика, укључујући дела Џона Роналда Руела Толкина, Оскара Вајлда, Силвије Плат и Алфреда Шкларски. Чланица је ПЕН Украјине.

## Публикације

### Поезија
- The Flood, 2000.
- Pilgrim (самоиздаваштво), 2002.
- Shadow in the Mirror, 2013.[1]

### Књижевност за децу
- Rainbow Over the Meadow, 2012.
- Grandma’s Abode, 2013.
- Meadow Rhyme, 2015.
- Who Grows in the Park, 2016.
- About Dragons and Happiness, 2016.
- Who Grows in the Garden, 2017.
- Yas and his Cars, 2018.
- Yas and His Great Bikecareer, 2019.
- Dmukhavka and Other Furry Little Poems, 2019.
- Tomo and his Whale, 2019.[1]
- Reactors do not explode. A short history of the Chernobyl disaster, 2020.[5]